# Abe Aaron
Alvin "Abe" Aaron (27 januari 1910 – 31 januari 1970) was een jazz-klarinettist en -saxofonist. Hij was geboren in Canada, maar bracht het grootste deel van zijn leven door in de Verenigde Staten.
Aarons vader leidde een theatergroep in Milwaukee, Wisconsin, en speelde daar meer dan tien jaar. Begin jaren veertig verliet hij de band en speelde vervolgens altsaxofoon in de bigband van Jack Teagarden. In 1943 verhuisde hij naar Hollywood, waar hij werkte bij Horace Heidt. Van 1945 tot 1947 speelde hij bij Skinnay Ennis, om vervolgens terug te keren bij Heidt, waar hij tot 1949 de belangrijkste altsaxofonist en klarinettist was.
In de jaren 50 was hij lid van Les Browns Band of Renown, waarmee hij ook toerde in Europa en Oost-Azië. Tevens speelde hij met Browns band op plaatopnames voor onder meer Coral Records en Capitol Records. Hij nam verder op met Billy Usselton en Sidney Bechet.